# Jîtnîkî, Murovani Kurîlivți
Jîtnîkî (în ucraineană Житники) este un sat în comuna Petrîmanî din raionul Murovani Kurîlivți, regiunea Vinnița, Ucraina.

## Demografie
Componența lingvistică a localității Jîtnîkî
     Ucraineană (98,53%)
     Rusă (1,47%)
Conform recensământului din 2001, majoritatea populației localității Jîtnîkî era vorbitoare de ucraineană (98,53%), existând în minoritate și vorbitori de rusă (1,47%).